# Pierre Zamora
Pas d'image ? Cliquez ici

a Compétitions nationales et continentales officielles uniquement.

Pierre Zamora, né le 5 mai 1946 à Perpignan et mort le 1er juin 2010 à Torreilles, est un joueur au poste de deuxième ligne ou de pilier, et entraîneur de rugby à XIII dans les années 1960, 1970 et 1980.
Arrivé tardivement au rugby à XIII après des années d'équitation, il intègre l'équipe du XIII Catalan en 1968 et réalise avec ce dernier le doublé Championnat de France 1969- Coupe de France 1969. Il remporte d'autres titres avec le XIII Catalan dans les années 1970 puis endosse le rôle d'entraîneur dans ce même club avec succès avec un titre de Coupe de France en 1980 et de Championnat de France en 1994, ce dernier en binôme avec Jacques Jorda.

## Palmarès

### En tant que joueur
- Collectif : 
  - Vainqueur du Championnat de France : 1969 (XIII Catalan).
  - Vainqueur de la Coupe de France : 1969, 1976 et 1978 (XIII Catalan).
  - Finaliste de la Coupe de France : 1977 (XIII Catalan).

### En tant qu'entraîneur
- Collectif : 
  - Vainqueur du Championnat de France : 1994 (XIII Catalan).
  - Vainqueur de la Coupe de France : 1980 (XIII Catalan).
  - Finaliste du Championnat de France : 1981 (XIII Catalan).
  - Finaliste de la Coupe de France : 1981 et 1994 (XIII Catalan).